# Ricardo Matias Verón
Ricardo Matias Verón, född 22 januari 1981 i Santa Fe, är en argentinsk fotbollsspelare som för närvarande spelar för det grekiska laget OFI Kreta.
Verón började sin professionella karriär i Club Atlético San Lorenzo de Almagro i Primera División de Argentina år 1999. År 2001 såldes han till italienska Reggina. Han lånades sedan ut till Salernitana i Italien, Lanús och San Lorenzo i Argentina och FC Crotone i Serie B.
Den 22 januari 2008, på sin födelsedag, skrev Verón kontrakt med grekiska PAOK. Han har spelat 29 matcher för klubben.